# ウィザーミル
ローラ・ウィザーミル（Laura Weathermill）は、アメリカ合衆国のコミック『エンジェル』に登場する架空の人物。

## 特徴
本名はローラ・ケイ・ウィザーミル。後見人委員会に所属するウォッチャー。外見は20代後半だが、実際の年齢は50歳前後。不老長寿の魔法を自らにかけ、実年齢より若く見せている。拳銃を携帯し、射撃の名手。バンパイアであるスパイクを本名でウィリアムと呼ぶ。

## エピソード
初登場はコミックの第30章『 The Trouble With Felicia』。研究機関『Innovation labs』の顧客として登場する。
第32章 『Roman a Clef』で後見人委員会に所属するウォッチャーであることが明らかになる。
第33章『Letters Home: A Jamesian Interlude』からエンジェル探偵事務所のメンバーとなる。

## 関連するキャラクター
ポリュペーモス
ウィザーミルの相棒。空中を浮遊する黒い球体。